# El Trapito

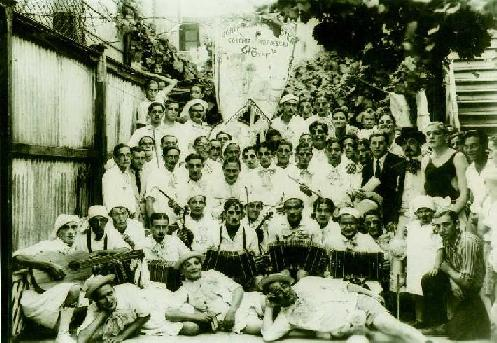
Comparsa El Trapito en 1935.

El Trapito o Sociedad Recreativa El Trapito, es el nombre por el cual se conoce a la organización social del Barrio de La Boca, en la Ciudad de Buenos Aires, Argentina.

## Orígenes
Fue constituida por inmigrantes genoveses (Italia) que llegaron a La Boca desde finales del siglo XIX y se asentaron en el barrio por su parecido con la Ciudad Puerto de Génova.
La Sociedad El Trapito, también conocida como Club El Trapito, fue formalmente constituida en 1935, aunque existía desde una década atrás.

## Etimología
Existen varias versiones sobre el origen del nombre de El Trapito. La más aceptada es la que se relaciona con el nacimiento mismo de la organización. Un grupo de inmigrantes genoveses, que se reunía asiduamente en un bar del Barrio de La Boca situado sobre la calle Brandsen casi esquina Palos, comenzó a llamarlo bar "El Trapito", en alusión a su propietario, que siendo también el único mozo del lugar, utilizaba para limpiar las mesas un trapo visiblemente sucio. Otra versión, no tan difundida pero con cierto grado de certeza, indica que el nombre "El Trapito" se escogió en ese mismo Bar, en alusión a las toallitas femeninas y con una cierta intención anticlerical.

## Historia
En 1935, conformaron la "Sociedad Recreativa El Trapito", con el objeto de reunir a la comunidad genovesa en el barrio. Su primera acción fue la creación de la Comparsa "El Trapito", que desfiló en los Carnavales de La Boca entre 1935 y 1957.
Su marcha de "El Trapito" fue particularmente conocida hasta transformarse en un himno institucional del barrio de La Boca.
Su sede se encontraba ubicada en la calle Suárez 637, adquirida con fondos de un premio de la lotería que ganaron sus integrantes.
En el año 1957 salió por última vez su comparsa, debido a que los músicos de todas las comparsas habían comenzado a cobrar por su participación, y ponerla en funcionamiento representaba un presupuesto que la entidad no podía afrontar. Esta situación repercutió en otras agrupaciones del barrio, e hizo que con el tiempo fueran desapareciendo lentamente.
No obstante ello, El Trapito continuó como un Club Social, con actividades recreativas para sus asociados.
Las nuevas corrientes migratorias latinoamericanas que llegaron a la Argentina a partir de 1970, fueron desplazando del territorio boquense a los genoveses y sus descendientes, por lo que se vio frustrado de esta forma el recambio generacional de la entidad. 
Ya a principios de los años ´90, sus integrantes habían fallecido en su gran mayoría, o contaban con una avanzada edad. Es por ello que decidieron en 1994 disolver la Sociedad, donando todos sus archivos al Museo Histórico de La Boca.
En 1996, un grupo de jóvenes boquenses, tomaron la iniciativa de refundar a "El Trapito", pero con una nueva función social, con el objeto de asistir a la población empobrecida del barrio.
En el año 2000 se constituyó formalmente la Asociación El Trapito, que se reconoce como continuadora de la vieja "Sociedad Recreativa El Trapito".
Desde el año 2000 en adelante, la Asociación El Trapito ha realizado un importante trabajo social en el barrio de La Boca. Primero, como una Defensoría para Niñas y Niños mediante con Convenio con el Consejo de los Derechos de Niñas, Niños y Adolescentes hasta el año 2007, y luego a través del Programa de Protección Integral de la Niñez y Adolescencia. A diciembre del año 2021, había atendido a 12.000 niñas, niños y adolescentes con diversos problemas, brindándoles asistencia jurídica, psicológica y social, en forma gratuita.
En 2006 la entonces Reina Beatriz de Holanda y los Príncipes Guillermo y Máxima visitaron su sede para conocer el trabajo que realizaban con los niños del barrio de La Boca. En 2022, la Legislatura de la Ciudad de Buenos Aires la declaró "Sitio de interés para la promoción de los Derechos Humanos".

## Otras comparsas del barrio de La Boca
La inmigración italiana en La Boca le dio al barrio un importante evento como fue el Carnaval. Desde principios del siglo XX, el Carnaval de La Boca fue lejos, el más importante y colorido de la Ciudad de Buenos Aires. Entre sus principales comparsas, podemos destacar:
- Los Nenes de Suárez y Caboto
- Los Linyeras
- El Rosedal
- Los Amantes de la Castaña
- Los Farristas

Se dice que los acordes de la famosa "Marcha Peronista" fueron tomados de una canción de la Comparsa El Rosedal. Actualmente solo perdura la Asociación El Trapito -aunque no participa de los Carnavales ya que no tiene una comparsa- y Los Linyeras.